# Rumaliza
Muhammad bin Khalfan bin Khamis al-Barwani  (nacido hacia 1855), comúnmente conocido como Rumaliza (en idioma suajili: «el exterminador», fue un comerciante de esclavos y marfil en África oriental en la última parte del siglo XIX. Con la ayuda de Tippu Tip se convirtió en sultán de Ujiji. En su momento dominó el comercio de Tanganica (actual Tanzania), antes de ser derrotado por las fuerzas belgas bajo el mando del barón Francis Dhanis en enero de 1894 bajo el mandato de Leopoldo II de Bélgica en el Estado Libre del Congo.

## Antecedentes
El comercio de esclavos de África Oriental se remonta a miles de años atrás. Los árabes están documentados como comerciantes de esclavos de la costa de África Oriental en el siglo II. Donde establecieron una serie de puestos comerciales a lo largo de la costa. A través de un contacto prolongado con los árabes, se desarrolló una cultura suajili («costera») distintiva entre los pueblos bantúes de la región. Aunque el idioma suajili tiene raíces bantúes, incluye muchas palabras de origen árabe. Durante muchos años, Zanzíbar fue considerada parte del reino de Omán. Los comerciantes suajilíes y árabes obtuvieron esclavos en el interior de África oriental y los vendieron en los grandes mercados como Zanzíbar en la costa. El comercio alcanzó su punto máximo en el siglo XIX en respuesta a la creciente demanda local e internacional.

## Comerciante
Rumaliza nació en Lindi alrededor de 1855, en la costa del Océano Índico, en el sur de la Tanzania moderna. Se educó en Zanzíbar durante el reinado de Majid bin Said de Zanzíbar (1856-1870). Se convirtió en líder de la hermandad musulmana de Qadiriyya. El comerciante árabe Tippu Tip de Zanzíbar llegó a la región de Luba a finales de la década de 1850, comerciando con esclavos, marfil y cobre. Confiando en la fuerza para derrotar a los caciques locales que no cooperaban, expandió constantemente su imperio comercial. En 1875, estableció su capital como Kasongo. Rumaliza pasó algún tiempo con Tippu Tip en Tabora en el oeste de Tanganika, donde se formó una alianza comercial entre ambos y se dice que adquirió su nombre de la cercana aldea o suburbio llamado Rumaliza o Lumaliza.

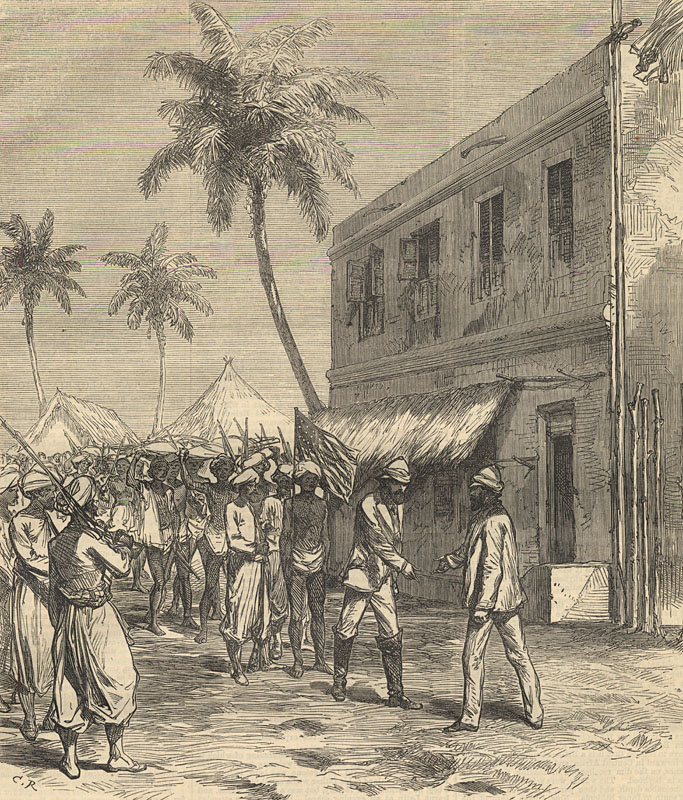
La famosa reunión de Henry Morton Stanley y David Livingstone en Ujiji en 1871.

En 1840 estableció en Ujiji, en el lago Tanganika, en Tanzania, un mercado en el que la sal podía ser intercambiada por otros productos. Tippu Tip y Rumaliza se establecieron allí en 1881. Desde 1883 Rumaliza fue el líder de la comunidad suajili en Ujiji.}
Rumaliza y sus «magwangwara» auxiliares ocuparon cinco puestos en la costa noreste del lago Tanganica entre 1884 y 1894. Realizó una serie de incursiones en las montañas y en el valle del río Ruzizi hasta el lago Kivu.
La Compañía HM, una organización comercial dirigida por Tippu Tip, apareció en 1883. Estaba respaldada por el sultán Barghash ibn Said de Zanzíbar y Taria Topan. La Asociación Internacional Africana ofreció su apoyo si Tippu Tip les ayudaba a conseguir el control de los territorios en los que había establecido puntos fuertes.
Tippu utilizó los bienes de comercio adelantados a la empresa para formar una alianza con Rumaliza, que tenía muchos hombres pero le faltaba dinero y no podía obtener préstamos. La nueva compañía operaba entre Ujiji y las cataratas Boyoma y en áreas al sur de esta línea, controlada por Abdullah ibn Suleiman como teniente de Tippu Tip y Rumaliza.
Entre 1885 y 1892, tras la muerte de Mwenge Heri, Rumaliza consolidó su poder sobre los masanze, ubvari, umona y ubembi. Quería abrir nuevas rutas comerciales hacia Maniema al oeste y de Ituri al norte. En 1886 Tippu Tip reconoció el Estado Libre del Congo y fue nombrado gobernador de las zonas orientales que estaban cubiertas por su red comercial. En 1890 Rumaliza proporcionó grandes cantidades de marfil a la African Lakes Corporation para su transporte.
Taria Topan murió a finales de 1891. Tippu Tip obtuvo parte del patrimonio como pago de deudas pendientes. Rumaliza demandó una participación en el tribunal de Dar es Salaam como un súbdito alemán recién elegido. Se le concedió parte de la propiedad de Tippu en África Oriental Alemana.

### Crueldades de la trata de esclavos de Rumaliza
Historias contadas en las áreas de Uele, Aruwimi, Tshuapa, Maniema y Kisangani, regiones distantes y lejanas entre sí, asociaron a Rumaliza y sus fiestas con el secuestro de mujeres, el corte de genitales masculinos —para ser capturados y vendidos como esclavos eunucos, el corte de piernas, brazos y manos, la perforación de narices y orejas, la quema de aldeas y asesinatos.

## Misioneros de África

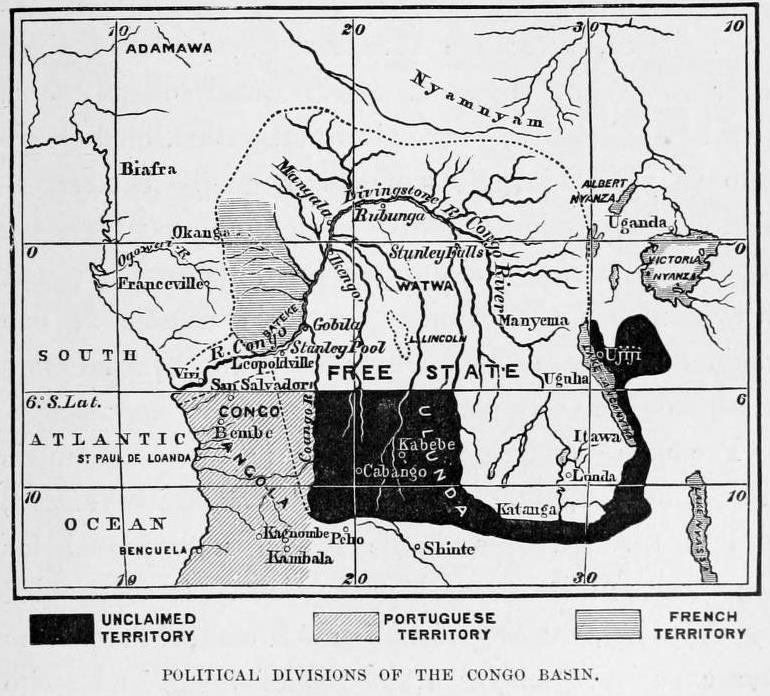
Mapa del Estado Libre del Congo del libro de Henry Morton Stanley de 1885. Ujiji se encuentra en «territorio no reclamado» al este del lago Tanganica.

Los misioneros de los Padres Blancos habían establecido puestos en el noroeste de Tanganica que constituían un obstáculo para las incursiones árabes en la región de Maniema, protegidos por el capitán Léopold Louis Joubert, un ex zuavo pontificio. Rumaliza toleró la fundación de las misiones de Mulwewa en 1880 y Kibanga en 1883, pero no permitió el establecimiento de una misión en Ujiji. En 1886, intentó conquistar Burundi, pero fue derrotado por el rey Mwezi Gisabo en Uzige, situado en la actual ciudad de Buyumbura. En mayo de 1890, un grupo de árabes estuvo a punto de atacar la misión de los Padres Blancos en Mpala, en la orilla oeste del lago Tanganica, y únicamente se retiró después de que una tormenta destruyera varios de sus barcos de suministros. Antes de partir confirmaron que Rumaliza les había dado órdenes de no hacer daño a los misioneros. En septiembre de 1890 los misioneros de los Padres Blancos, Léonce Bridoux y François Coulbois visitaron Ujiji, donde encontraron a Rumaliza y Tippu Tip. Los dos esclavistas eran amistosos, y Rumaliza estaba ansioso de que los misioneros dieran un buen reporte de él a Emin Pasha, quien era esperado en Ujiji. Rumaliza se disculpó por la hostilidad que sus hombres habían mostrado hacia los misioneros, diciendo que no podía controlarlos.
Sin embargo, Rumaliza estaba decidido a eliminar a Léopold Louis Joubert, comandante de las fuerzas que defendían a los Padres Blancos, y que estaba interrumpiendo la trata de esclavos. En 1891, los esclavistas tenían el control de toda la orilla occidental del lago, con excepción de Mpala y de la llanura de Mrumbi, y la posición de Joubert era ambigua. Los belgas habían nombrado a Tippu Tip como su lugarteniente en la región, pero Joubert se negó a reconocer la autoridad del esclavizador.  Durante una pausa en enero de 1891, el Padre superior Moinet visitó Ujiji. Allí encontró a Rumaliza enarbolando una bandera alemana y diciendo que estaba esperando a que llegaran los alemanes para poder entregárselos. En una carta a Joubert en abril de 1891, Rumaliza preguntó si estaba empleado por los misioneros o por el gobierno del Congo. Joubert fue evasivo en su respuesta, señalando que Rumaliza a veces ondeaba la bandera alemana, a veces la de Zanzíbar y a veces la de Gran Bretaña.

## Derrota

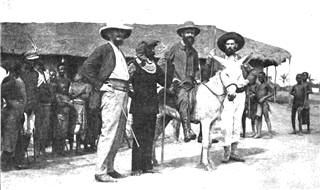
Francis Dhanis en el Congo. Sus fuerzas mejor armadas iban a derrotar a Rumaliza.

El Estado Libre del Congo se hizo más fuerte y menos tolerante con los hombres fuertes «árabes», y estaba decidido a acabar con ellos. En 1892, Rumaliza dominó Tanganica desde su base en Ujiji, en la antigua ruta de los esclavos que conducía desde las cataratas de Boyoma por el río Lualaba hasta Nyangwe, hacia el este hasta el lago Tanganica y luego a través de Tabora hasta Bagamoyo, frente a Zanzíbar. El número total de combatientes suajili en esta enorme región ascendía a unos cien mil, pero cada jefe actuaba de forma independiente. Aunque tenían experiencia en la guerra, estaban mal armados con rifles sencillos. Los belgas tenían seiscientas tropas divididas entre los campos de Basoko y Lusambo, pero estaban mucho mejor armados y tenían seis cañones y una ametralladora. Una expedición belga bajo el mando del capitán Jacques llegó al rescate de Joubert en 1892, y luego estableció una posición en Albertville, donde las tropas de Rumaliza fueron derrotadas por una columna de defensa mientras asediaban el puesto.
Las fuerzas belgas bajo el mando de Francis Dhanis lanzaron una campaña contra los traficantes de esclavos en 1892, y Rumaliza era uno de los principales objetivos. Llegó a Nyangwe el 4 de marzo de 1893 y a Kasongo el 22 de abril de 1893, encontrando ambas ciudades abandonadas. Encontró una enorme tienda de suministros en Kasongo que incluía marfil, municiones, alimentos y lujos como vajillas de oro y cristal. Durante los seis meses siguientes, Dhanis permaneció inactivo, mientras que las fuerzas de Rumaliza se vieron reforzadas por combatientes suajili que habían escapado tras ser derrotados por Dhanis.
En 1893 Tippu Tip aconsejó a Rumaliza que se retirara del oficio, pero Rumaliza tuvo que ocuparse primero de su gente en el lago Tanganica, levantó una fuerte fuerza que chocó con la columna de Dhanis el 15 de octubre de 1893, causando la muerte de dos líderes europeos y cincuenta de sus soldados. El 19 de octubre de 1893 Rumaliza atacó una posición a un día de marcha de Kasongo. Dhanis concentró sus fuerzas y derrotó a Rumaliza. Una columna bajo Lothaire lo persiguió al norte del lago Tanganica, destruyendo sus posiciones fortificadas a lo largo de la ruta. En el lago se unieron a la expedición contra la esclavitud dirigida por el general Alphonse Jacques.
Para el 24 de diciembre de 1893 Dhanis había obtenido refuerzos y estaba listo para avanzar de nuevo. Rumaliza también había recibido asistencia. Dhanis envió una columna bajo el mando de Gillain para evitar que Rumaliza se retirara, y otra bajo De Wouters para avanzar en el fuerte de Rumaliza cerca de Bena Kalunga. Un grupo de nuevas fuerzas que venían a ayudar a Rumaliza desde Tanganica se dirigían hacia allí, y las fuerzas de Dhanis se acercaron a las dos «bomas» de Rumaliza. El 9 de enero de 1894 llegaron refuerzos belgas bajo el mando del capitán Lothaire, y el mismo día un proyectil voló el almacén de municiones de Rumaliza e incendió el fuerte que lo contenía. La mayoría de los ocupantes murieron mientras intentaban escapar. Dentro de tres días los otros fuertes, cortados del suministro de agua, se rindieron. Se tomaron más de dos mil prisioneros, aunque el propio Rumaliza logró escapar, y se refugió en el territorio alemán de Tanganica.